# سیارک ۱۶۵۱۶

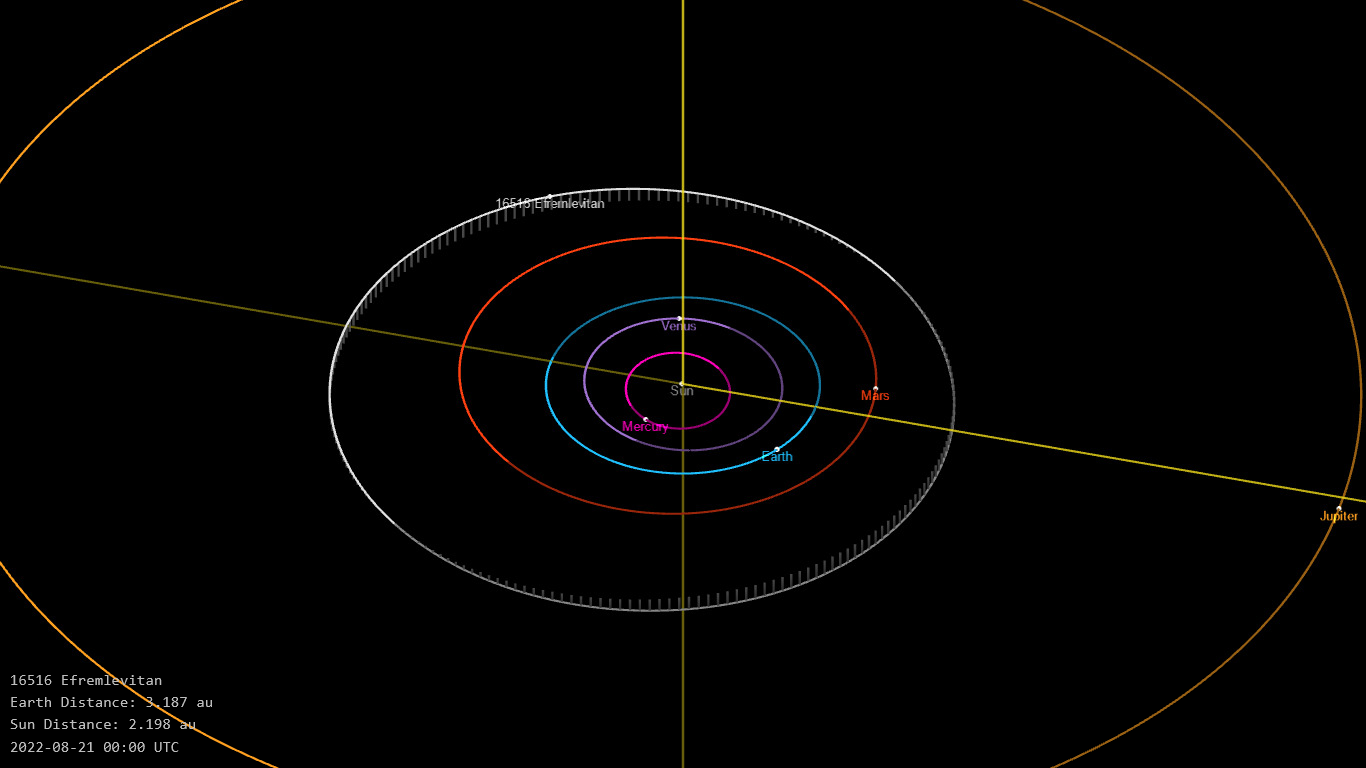
نگاره‌ای از محل سیارک ۱۶۵۱۶ در مدار - ۲۰۲۲

سیارک ۱۶۵۱۶ (به انگلیسی: 16516 Efremlevitan، نامگذاری:1990VR14) شانزده هزار و پانصد و شانزدهمین سیارک کشف شده‌است که در ۱۵ نوامبر ۱۹۹۰ کشف شد.
قدر مطلق سیارک برابر ۱۸.۶ است.